# Michael Jong Tjien Fa
Michael Pierre Jong Tjien Fa is een Chinees-Surinaams politicus van de Javaanse partij Pertjajah Luhur.

## Biografie
Voor hij de politiek in ging was hij directeur van het auto-importbedrijf Datsun Suriname en lid van de Raad van Commissarissen van de Staatsolie Maatschappij Suriname N.V.. Na het plotseling overlijden op 11 september 2002 van zijn partijgenoot Jack Tjon Tjin Joe volgde hij hem op 22 november 2002 op als minister van Handel en Industrie. In de tussentijd had Paul Somohardjo deze ministerspost er tijdelijk bijgekregen.
Na de verkiezingen van 25 mei 2005 kwam hij terug in het nieuwe kabinet onder leiding van Ronald Venetiaan op het nieuwe ministerie van Ruimtelijke Ordening, Grond- en Bosbeheer (RGB). Aangezien dit 17e ministerie nog niet bestond op 1 september toen de andere ministers werden beëdigd, volgde zijn beëdiging enkele dagen later. Het RGB-ministerie is vooral een afsplitsing van het ministerie van Natuurlijke Hulpbronnen waar tot dan grond- en bosbeheer onder viel.
Momenteel is Jong Tjien Fa nog steeds aandeelhouder van Datsun Suriname.